# Сельцо (Тернопольская область)
Сельцо (укр. Сільце) — село в Подгаецкой городской общине Тернопольского района Тернопольской области Украины.
До 2020 года входило в Подгаецкий район.
Население по переписи 2001 года составляло 1194 человека. Почтовый индекс — 48005. Телефонный код — 3542.